# Coniceromyia convergens
Coniceromyia convergens är en tvåvingeart som beskrevs av Malloch 1912. Coniceromyia convergens ingår i släktet Coniceromyia och familjen puckelflugor.
Artens utbredningsområde är Panama. Inga underarter finns listade i Catalogue of Life.